# 황의사
황의사는 대한민국 충청북도 영동군 매곡면에 있다. 1997년 7월 4일 영동군의 향토유적 제61호로 지정되었다.

## 개요
매곡면 괘방령 초입에 위치한 건물로 임진왜란때 의병장으로 활약한 박이룡을 기리기 위한 사당이다. 1996년 창건되었다.